# Only the Brave (film, 1930)
Pour les articles homonymes, voir Only the Brave.

Only the Brave  est un film d'espionnage américain réalisé par Frank Tuttle, sorti en 1930.

## Synopsis
Pendant la guerre civile, le capitaine de l'Armée de l'Union James Braydon rend visite à sa dulcinée et la trouve avec un autre homme. Furieux de cette trahison, il se porte volontaire pour devenir un espion. Sa première mission consiste à transporter de fausses dépêches militaires derrière les lignes ennemies pour qu'elles soient découvertes par des officiers de l'Armée Confédérée afin de les induire en erreur sur leurs positions militaires. Braydon se lance dans sa dangereuse mission en se faisant passer pour un sympathisant confédéré en possession de plans vitaux de l'Union. Il arrive à la plantation d'une belle sudiste, Barbara Calhoun, qui a organisé un bal pour les officiers sudistes.
Lors du bal, Braydon flirte ouvertement avec sa gracieuse hôte afin de rendre jaloux le capitaine Robert Darrington. Ce dernier est amoureux de Barbara et Braydon pense que s'il parvient à le rendre jaloux, il sera arrêté et ses dépêches frauduleuses seront découvertes. Le plan de Braydon est cependant perturbé par Barbara qui prend sa défense et tombe bientôt amoureuse de lui.
Dans les jours qui suivent, Barbara continue de sauver Braydon de l'arrestation, même après avoir découvert qu'il est un espion nordiste. Chaque fois qu'il tente de se faire arrêter, elle intervient et s'arrange pour qu'il soit libéré. Finalement, Braydon saute d'une fenêtre et est capturé par les Confédérés, qui découvrent les dépêches et agissent rapidement. Plus tard, après avoir découvert que les dépêches étaient une supercherie, ils ordonnent l'exécution de Braydon par un peloton d'exécution. Juste avant que la sentence ne puisse être exécutée, l'armée de l'Union arrive, et dans la bataille qui s'ensuit, Braydon est sauvé, bien que gravement blessé, tandis que Barbara est là pour le réconforter.
Quelque temps plus tard, après que le Général Lee se soit rendu à Appomattox Court House pour mettre fin à la guerre, Barbara et Braydon se marient lors d'un mariage militaire.

## Fiche technique
- Titre original : Only the Brave
- Réalisation : Frank Tuttle
- Scénario : Edward E. Paramore Jr. (en)
- Adaptation : Agnes Brand Leahy, d'après une histoire de Keene Thompson (en)
- Photographie : Harry Fischbeck
- Musique : W. Franke Harling et John Leipold
- Montage : Doris Drought
- Son : Jack A. Goodrich
- Société de production : Paramount Famous Lasky Corporation
- Pays d'origine :  États-Unis
- Langue : anglais
- Format : Noir et blanc
- Genre :
- Durée : 66 minutes
- Date de sortie : 1930

## Distribution
- Gary Cooper : Capitaine James Braydon
- Mary Brian : Barbara Calhoun
- Phillips Holmes : Capitaine Robert Darrington
- James Neill : Vance Calhoun
- Morgan Farley : Lieutenant Tom Wendell
- Guy Oliver : Général Grant
- John H. Elliott : Général Robert Lee
- E.H. Calvert : un colonel
- Virginia Bruce : Elisabeth
- Elda Voelkel : Lucy Cameron
- William Le Maire : une sentinelle
- Freeman S. Wood : l'amoureux d'Elisabeth
- Lalo Encinas : le secrétaire de Grant
- Clinton Rosemond : un valet
- William Bakewell : un jeune lieutenant